# Færøernes Videnskabelige Selskab
Færøernes Videnskabelige Selskab (færøsk: Føroya Fróðskaparfelag, afledt af fróðskapar "kundskab, lærdom, videnskab" og felag "fællesskab, selskab, forening") blev grundlagt i 1952 med det hovedmål at skabe et sted for videnskab og forskning på Færøerne.
Selskabet udgav fra starten sit eget videnskabelige tidsskrift Fróðskaparrit (afledt af rit "skrift, værk") med undertitlen Annales Societatis Scientiarum Færoensis.
Et konkret resultat af selskabets bestræbelser blev Færøernes Videnskabssæde (Fróðskaparsetur Føroya, Academia Færoensis) – stiftet i 1965. Akademiet fik i 1967 fælles adresse med Fiskerilaboratoriet (Fiskirannsóknarstovan) og Fiskeindustrilaboratoriet (Fiskiídnaðarstovan). Ved en lovændring i 1987 fik akademiet universitetsstatus. 
Færøernes Videnskabelige Selskab er sammen med Institut for færøsk sprog og litteratur (Føroyamálsdeildin) involveret i udgivelsen af ordbøger og en større færøsk grammatik.
Blandt udgivelserne har været Jóhannes av Skarðis dansk-færøske ordbog fra 1967.